# Fritz Bardenfleth
 Der er flere personer med dette navn, se Johan Frederik Bardenfleth.
Johan Frederik "Fritz" Bardenfleth (født 10. juni 1835 i Frederikssund, død 9. januar 1890 i Nykøbing Falster) var en dansk stiftamtmand.
Han var søn af C.E. Bardenfleth, blev 1852 student fra Borgerdydskolen på Christianshavn, 1860 cand. jur. og samme år assistent i Indenrigsministeriet, 1861 kammerjunker, 1868 konstitueret chef for Indenrigsministeriets sekretariat, 1869 fuldmægtig, 20. marts 1873 (fra 1. april) konstitueret amtmand over Ringkøbing Amt, 20. maj samme år (fra 1. juni) kgl. udnævnt og 19. juli 1875 Ridder af Dannebrog. 19. marts 1886 (fra 1. juli) blev Bardenfleth stiftamtmand over Lolland-Falsters Stift og amtmand over Maribo Amt og 1888 kammerherre. Han døde 1890.
Han var desuden sekretær hos indenrigsministeren, fra 1874 formand for Overlandvæsenskommissionen i Ringkøbing Amtsrådskreds, fra 1886 i Maribo Amtsrådskreds, 1878 formand for valgbestyrelsen for 11. Landstingskreds, 1886 for 5. Landstingskreds og 1888 medlem af administrationskommissionen for Grevskabet Knuthenborg.
Han var ugift.